# Antiguo Oriente
Antiguo Oriente (Spanisch für Alter Orient) ist eine Fachzeitschrift auf dem Gebiet der Geschichte der Gesellschaften des Alten Orients und im östlichen Mittelmeer von der Altsteinzeit bis zur griechisch-römischen Zeit. Die Zeitschrift wird vom Centro de Estudios de Historia del Antiguo Oriente (CEHAO) der Päpstlichen Katholischen Universität von Argentinien in Buenos Aires herausgegeben und erscheint jährlich.
Antiguo Oriente' veröffentlicht Artikel und Buchbesprechungen in Spanisch, Englisch und Französisch.
Es wird von dem in Oxford ansässigen Fachverlag Archaeopress herausgegeben und vertrieben.